# Чажаші
Чажаші (груз. ჩაჟაში) — село у громаді Ушґулі Местійського муніципалітету мхаре Самегрело-Земо-Сванетія, Грузії. Село є частиною історичної області Сванетія і центром товариства громади Ушґулі. Середньовічні оборонні споруди внесені до реєстру Національного спадщини Грузії, а також входять до списку Всесвітньої спадщини ЮНЕСКО.

## Географія
Чажаші розташоване в південних передгір'ях Великого Кавказу, в верхів'ях долини річки Інгурі, на висоті 2160 метрів над рівнем моря. Село є центром громади Ушґулі, яка є конгломератом з чотирьох сіл. Також Чажаші — одне з найбільш високо розташованих населених місць в Європі. Село входить до складу Местійського муніципалітету, розташоване приблизно за 45 км на захід від міста Местія (адміністративного центру муніципалітету). Знаходиться на місці злиття річок Інгурі та Шавтскала.

## Культурна спадщина
У Чажаші розташовуються десятки будівель, зведених починаючи з часів Середньовіччя і Раннього Нового Часу. До них належать 13 добре збережених Сванських веж: головним чином це три- або п'ятиповерхові будівлі, прилеглі до сімейних домівок. Збереглися також і чотири середньовічні замки, причому один з них, згідно з місцевими легендами, використовувався як літня резиденція царицею Тамарою (правила в 1184—1213 роках).
Тут також є дві кам'яні церкви та кілька підсобних будівель при них. Час будівництва церков, освячених в ім'я святого Георгія та Христа Спасителя, датуються X—XI та XII століттями, відповідно. Церква святого Георгія є частиною замку Тамари. Друга церква багато розписана фресками. Починаючи з 2000 року, уряд Грузії та Національний Комітет Міжнародної ради зі збереження пам'яток і визначних місць (ІКОМОС Грузія), уклали угоду про міждисциплінарні дослідження культурної спадщини села і здійснення проєктів з реставрації та консервації пам'яток архітектури.

## Населення
Чажаші — це невелике село. За даними перепису 2014 року постійно тут проживає всього 28 осіб, всі вони зараховують себе до сванів, етнічної підгрупи грузинів.
| Населення      | Перепис населення 2002 року | Перепис населення 2014 року |
| -------------- | --------------------------- | --------------------------- |
| Загальне число | 34                          | 28                          |